# Gerd Schmelzer

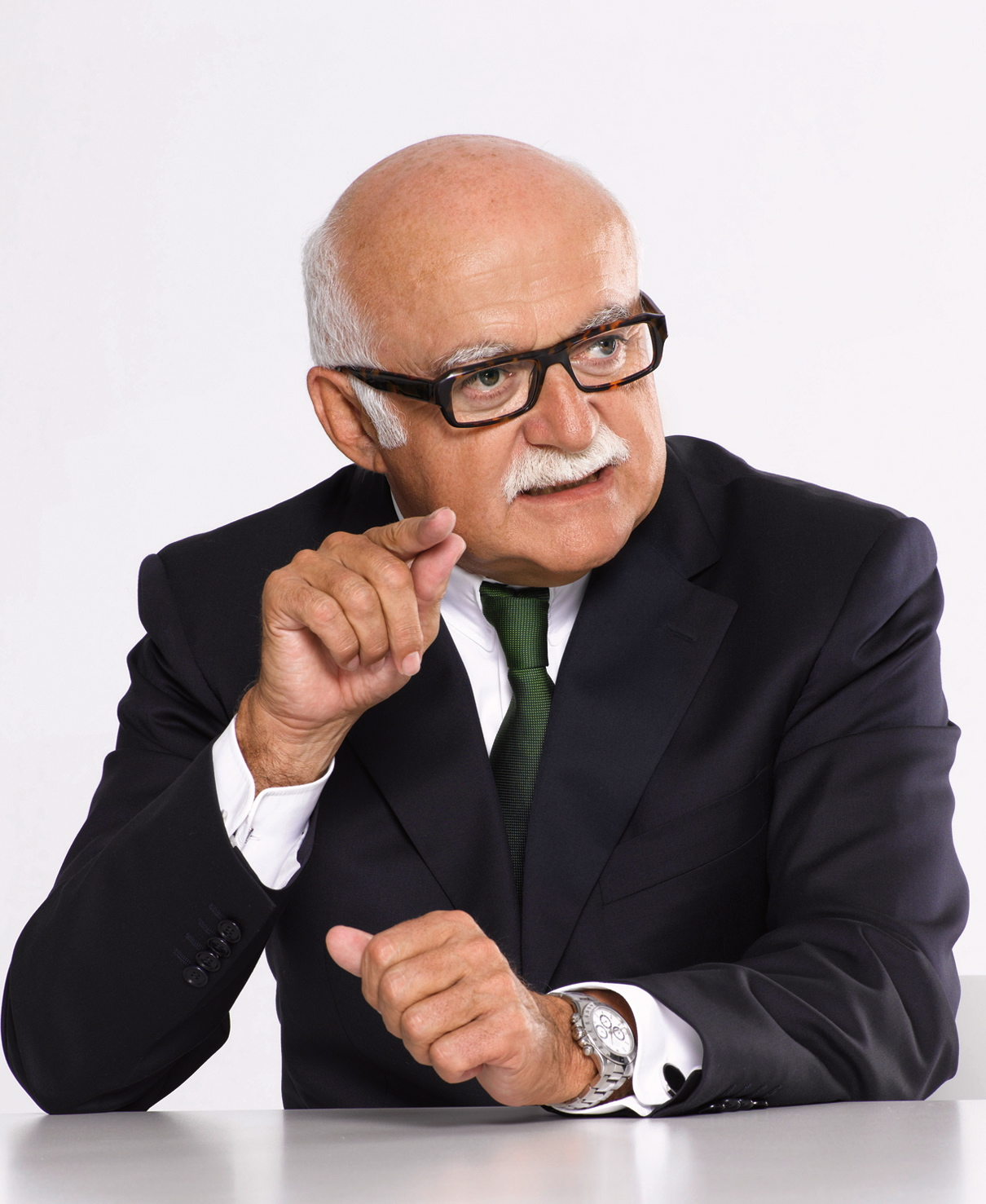
Gerd Schmelzer, 2012
Photo: Bernd Telle

Gerhard „Gerd“ Schmelzer (* 3. Juni 1951 in Neuendettelsau, Mittelfranken) ist ein deutscher Immobilienunternehmer. 

## Leben
Schmelzer wuchs in Ketteldorf auf, einem Gemeindeteil von Heilsbronn in Mittelfranken. Er absolvierte eine Lehre als Bankkaufmann und studierte Betriebswirtschaftslehre an der Fachhochschule Nürnberg (Vorgängereinrichtung der Technischen Hochschule Nürnberg Georg Simon Ohm) ab 1972. 1975 schloss er sein Studium als Diplom-Betriebswirt ab. In den 1970er Jahren betrieb er mit seinem Kompagnon Gunnar Haberstroh die Firma „AUTO LEY“ und verkaufte Autos der Marke Citroën.
1978 gründete Schmelzer die „Alpha Gruppe“ und stieg damit in das Immobiliengeschäft ein. Er spezialisierte sich auf die sogenannte „Revitalisierung“ von Brachflächen und „Problemimmobilien“ vorwiegend in Nürnberg. In den 1980er Jahren kaufte er in Nürnberg eine ehemalige Gurkenfabrik in der Altstadt, kernsanierte diese und verkaufte sie weiter. Ein Teil des Objekts, der so genannte Felsenkeller, ist heute eine Nürnberger Touristenattraktion. Sein größtes Projekt in Nürnberg war die Umgestaltung der ehemaligen Triumph-Adler (TA)-Betriebsfläche Anfang der 1990er Jahre. Nach dem Konkurs des Schreibmaschinenherstellers kaufte Schmelzer das rund 80.000 Quadratmeter große TA-Areal für rund 180 Millionen D-Mark und baute dort eine Gewerbefläche für mittelständische Betriebe.
Schmelzer kaufte außerdem die ehemalige Tilly-Kaserne in Nürnberg-Schweinau sowie das Gelände der Großdruckerei Sebald in der Innenstadt. Auf beiden Arealen baute er mit seiner Firma eine umfangreiche Wohn- und Geschäftsbebauung und konstruierte so jeweils neue Stadtteile. Vom Milchhof kaufte und renovierte er das ehemalige Verwaltungsgebäude. Zudem erwarb seine Alpha Gruppe Teile der früheren Quelle-Verwaltung an der Fürther Straße sowie die beiden 80 Meter hohen früheren Bürotürme des Elektronikherstellers Grundig im Stadtteil Langwasser. Auch das anliegende, 16 Hektar große einstige Grundig-Werksgelände kaufte Schmelzer und will dort ein Firmenzentrum bauen. In den Grundig-Türmen wollte Schmelzer ein Hotel bauen, ließ diese Idee aber wieder fallen. Er vermietet die Objekte an die Regierung von Mittelfranken, die sie als Flüchtlingsunterkunft nutzt.
Gerd Schmelzer ist mit der Kommunalpolitikerin Julia Lehner (CSU), der Kulturreferentin und zweiten Bürgermeisterin der Stadt Nürnberg, verheiratet und hat drei Kinder aus erster Ehe.
2021 schrieb die Süddeutsche Zeitung, Schmelzer zähle zu den „bekanntesten und einflussreichsten Persönlichkeiten“ der Stadt Nürnberg.

### Debatte Augustinerhof
Gerd Schmelzer kaufte 2007 aus einer Zwangsversteigerung das Gelände des Augustinerhofs, welcher in direkter Nachbarschaft zum Hauptmarkt in der Nürnberger Innenstadt liegt. Das Areal lag nach einem langwierigen Streit über die Bebauung und einem Bürgerentscheid seit Mitte der 1990er Jahre brach. Dort sollten bis Anfang 2020 unter anderem auf 15.000 Quadratmetern Geschäfte, Büros und ein Hotel entstehen. 2017 gab der Freistaat Bayern bekannt, für 27,6 Millionen Euro eine Außenstelle des Deutschen Museums im Augustinerhof einzurichten. Die Mietkonditionen des auf 25 Jahre ausgelegten Mietvertrag für eine Teilfläche des Augustinerhofs mit dem Freistaat Bayern wurde vielfach kritisiert. Zwei von der SPD, Grünen und FDP beauftragte Gutachten kamen zu dem Schluss, dass der auf 25 Jahre festgeschriebene Mietpreis von mehr als 46 Euro pro Quadratmeter einer „Über-Miete“ von mehr als 56 Prozent oder 1,43 Millionen Euro pro Jahr entspreche. Auch viele weitere Konditionen im Mietvertrag würden in ungewöhnlicher weise Schmelzer bevorteilen. Der FDP-Politiker Sebastian Körber bezeichnete die Vorgänge um die Vermietung als einen der „größten Immobilienskandale in der Geschichte des Freistaates Bayern“. Allerdings stehen sowohl Körber als auch der von ihm beauftragte Gutachter ihrerseits in der Kritik.
45.000 Euro hat Gerd Schmelzer 2019 über seine Firma GIP Grundig Immobilienpark GmbH & Co. KG an die CSU gespendet. Im Jahr 2018 überwies eine Firma des Nürnberger Unternehmers Gerd Schmelzer 45.500 Euro an die CSU. Spekuliert wurde in der öffentlichen Debatte auch über einen möglichen Zusammenhang zwischen der Vermietung eines Teils des Augustinerhof-Areals an den Freistaat Bayern und der Parteispende.

## Sportfunktionär
Bereits Ende der 1970er Jahre stieg Schmelzer auch in den Bereich des professionellen Sportmanagements ein und arbeitete beim damals zweitklassigen Handballverein TuSpo Nürnberg. In der Zeit Seiner Vorstandsschaft spielte TuSpo Nürnberg ab 1981 drei Jahre lang in der Handball-Bundesliga.
Zwei Jahre darauf gab Schmelzer sein Amt beim TuSpo Nürnberg wieder auf, um als Nachfolger von Michael A. Roth neuer Präsident des Fußball-Bundesligisten 1. FC Nürnberg zu werden. Auf der Jahreshauptversammlung 1983 wurde Schmelzer mit 32 Jahren zum jüngsten Präsidenten eines deutschen Bundesligavereins aller Zeiten gewählt. Der ehemalige Präsident Roth wurde sein Stellvertreter. In Schmelzers Amtszeit gelang es dem FCN, sich nach dem Aufstieg 1985 dauerhaft in der Fußball-Bundesliga zu etablieren. Schmelzer rief zu Beginn seiner Amtszeit das Projekt „Club 2000“ ins Leben, mit dem er das damalige Städtische Stadion Nürnberg modernisierte und das Vereinsgelände am Valznerweiher sanierte. Das Valznerweiherhotel wollte er an die Hilton-Kette verpachten.
Unter Schmelzers Präsidentschaft agierte auch der Schatzmeister Ingo Böbel und „machte aus dem Club einen Selbstbedienungsladen“ (nordbayern.de). 1992 trug ein Verwaltungsrat des Vereins dazu bei, die Geschäftspraktiken Böbels aufzudecken. „Der Club galt als eines der extremsten Beispiele für Missmanagement in der Bundesliga“ schrieb Nordbayern.de 2017. Böbel wurde 1994 wegen Veruntreuung von Geldern des 1. FC Nürnberg in Höhe von 700.000 DM und Steuerhinterziehung von 675.000 DM zu drei Jahren und sechs Monaten Haft verurteilt. Schmelzer war jedoch bereits drei Jahre zuvor – aufgrund eines Streits mit dem damaligen Trainer Arie Haan, dem er mangelnden Trainingsfleiß vorwarf – zurückgetreten. In der Zeit Schmelzers soll sich der 1. FC Nürnberg mit neuen Verbindlichkeiten in Höhe von 28 Millionen D-Mark verschuldet haben. Schmelzer betont hingegen, er habe den Verein wirtschaftlich und sportlich solide hinterlassen.

## Engagement
Schmelzer engagiert sich in seiner Heimatstadt Nürnberg für kulturelle und soziale Projekte. So unterstützt er zum Beispiel das Kindertheater Pfütze, das Staatstheater Nürnberg sowie den Verein Lebenshilfe. Seit 2014 ist Schmelzer zudem Geschäftsführer des Nürnberger-Lebkuchen-Herstellers E. Otto Schmidt. Er ist berufenes Mitglied der Deutschen Akademie für Fußball-Kultur.

## Ehrungen
2019 zeichnete ihn die Stadt Nürnberg mit der Bürgermedaille aus.